# Afrički korpus
Njemački afrički korpus (njem. Deutsche Afrikakorps, skraćeno DAK) bio je ekspedicijski korpus njemačkog Wehrmachta u Drugom svjetskom ratu. Područje djelovanja nalazilo mu se od 1941. do 1943. godine u sjevernoj Africi i tijekom ratnih aktivnosti kretao se od Libije sve do Egipta i natrag do Tunisa. Njegovo geslo bilo je "viteški u ratu, oprezan u miru". Najopasnijim protivnikom postao im je britanski general Bernard Montgomery, zapovjednik 8. britanske armije.

## Povijest

### Dolazak
Sjevernoafrička kampanja, odnosno bitke Drugog svjetskog rata koje su se vodile na tom području, počela je sredinom 1940. godine napadom brojčano nadmoćnih talijanskih snaga na britanske jedinice u Egiptu. Usprkos brojčanoj nadmoći Talijana, Britanci su se ne samo uspjeli obraniti, nego i u protunapadu prodrijeti u Libiju.
Kako bi spriječili poraz Talijana, Nijemci pod kodnim imenom Operacija suncokret (njem. Unternehmen Sonnenblume) šalju prethodnicu kasnijeg Afričkog korpusa kao pojačanje talijanskim postrojbama. Prve njemačke postrojbe stižu u Tripoli. Iz prvobitno zamišljenog pojačanja Talijanima, ove jedinice uskoro prerastaju tu ulogu i preuzimaju glavnu ulogu u borbama. Iznenađujuće potiskuju Britance, koji su u to vrijeme glavninu snaga imali u Grčkoj, natrag prema istoku.
Iako je Afrički korpus bio zamišljen samo kao podrška Talijanima, kako u prvi plan Nijemaca dolazi namjera potiskivanja Britanaca duž obale Sredozemlja do Palestine, mijenja se i uloga Afričkog korpusa. Daleki cilj Sjevernoafričke kampanje time postaje povezivanje njemačkih snaga sve do Kavkaza.

## Ofanzive
U njemačkim ratnim planovima bojište u sjevernoj Africi imalo je drugorazredno značenje, težište interesa im je bilo u iscrpljujućim borbama u Sovjetskom Savezu.
Za Veliku Britaniju, sjeverna Afrika je bilo jedino bojište gdje su bili u direktnom kontaktu sa svojim glavnim neprijateljem, Nijemcima, i tu su ulagali velike napore. Dok je Velika Britanija imala uz korištenje svojih kolonija sigurne izvore sirovina i putove opskrbe - usprkos velikih udaljenosti i neprekidne opasnosti od napada podmornica - Afrički korpus se neprekidno suočavao s problemom opskrbe. Sva dostava opreme i drugih potrepština odvijala se preko Sredozemnog mora, gdje je bila izložena napadima britanske mornarice i zrakoplovstva. Vojna uporišta na Gibraltaru i otoku Malti osiguravali su Britancima ključne položaje za ugrozu njemačkih linija snabdijevanja.
Zapovjednik Erwin Rommel je sa svojim Afričkim korpusom prodro do oaze Siwa u Egiptu. Nil i Sueski kanal izgledali su Nijemcima na dohvat ruke, kao i osvajanje važniha naftnih polja Arabije, Iraka, Irana i čak i povezivanje s Kavkazom činili su se mogućim.

## Poraz
Nakon niza borbi s izmjeničnim uspjehom, Afrički korpus na kraju je zaustavljen kod El Alameina, nadomak Aleksandrije u Egiptu. Njemačke i talijanske jedinice bile su iscrpljene teškim borbama, a opskrbna linija, usprkos zauzimanju Tobruka, pretjerano dugačke, i uz velike gubitke bili su prisiljeni na povlačenje. Kratko nakon toga uslijedilo je iskrcavanje angloameričkih jedinica ("operacija Baklja") u Maroku i Alžiru, što je krajem 1942. godine otvorilo drugu bojišnicu u Africi.
Trupe Afričkog korpusa povukle su se u Tunis, a Njemačka i Italija poslale su im pojačanje. No, prisiljeni na borbe na dvije bojišnice, našli su se u bezizlaznom položaju i do 13. svibnja 1943. morali kapitulirati. Čak 120.000 vojnika Wehrmachta i još veći broj Talijana odlazi u ratno zarobljeništvo. Dva mjeseca kasnije (10. srpnja 1943.) Saveznici su se iskrcali u Siciliji, čime je otvoreno drugo bojište u Europi.

## Organizacija
U srpnju 1941. Afrički korpus činile su 21. i 15. oklopna divizija, a zapovjednik je od polovine 1941. godine bio Erwin Rommel. Afrički korpus bio je podređen zapovjedništvu Oklopne grupe Afrika (kasnije preimenovane u Oklopna armija) pod vrhovnom komandom Italije. U Oklopnu grupu Afrika pripadale su i talijanske snage: XXI. armijski korpus s tri djelomično motorizirane divizije, kao i motorizirani korpus s jednom oklopnom i jednom motoriziranom divizijom.